# Immingham
Immingham is een Engelse civil parish aan de Noordzeekust. Het ligt in het bestuurlijke gebied North East Lincolnshire, in het Engelse graafschap Lincolnshire. De plaats heeft 9642 inwoners (2011).
De diepzeehaven van Immingham is de belangrijkste Britse haven gemeten in hoeveelheid tonnage. De haven, officieel geopend in 1913, is onder meer een belangrijke overslagplaats voor steenkool. In 2006 werd een nieuwe haventerminal geopend, een joint venture met de Deense rederij DFDS. Norfolkline onderhoudt een vrachtveerdienst tussen Immingham en de Deense havenstad Esbjerg.
Immingham (bijgenaamd "Ming-Ming" door de inwoners) ligt ongeveer 10 kilometer ten noordwesten van Grimsby, aan de monding van de Humber. De plaats ligt aan de snelweg E22. Hier stopt de E22 en gaat weer verder in Amsterdam, hoewel er geen passagiersveerdienst tussen de twee steden meer is. Vroeger werd deze veerdienst onderhouden door Tor Line.
Een deel van de Pilgrim Fathers vertrok in 1608 vanuit Immingham naar Nederland. Het Nederlandse vrachtschip dat de vluchtelingen vervoerde moest overhaast vertrekken omdat een gewapende groep mannen het schip benaderde. Hierdoor moesten de vrouwen en kinderen op het strand worden achtergelaten. Zij konden zich later alsnog bij de mannen voegen. Op de plek van waaruit de Pilgrim Fathers vertrokken staat sinds 1924 een gedenksteen.
Tijdens de Eerste Wereldoorlog was er een basis voor onderzeeërs in Immingham. In de Tweede Wereldoorlog diende Immingham als marinebasis. Het was onder meer de thuisbasis van de HMS Kelly, een torpedobootjager onder commando van Louis Mountbatten.

## Afbeeldingen

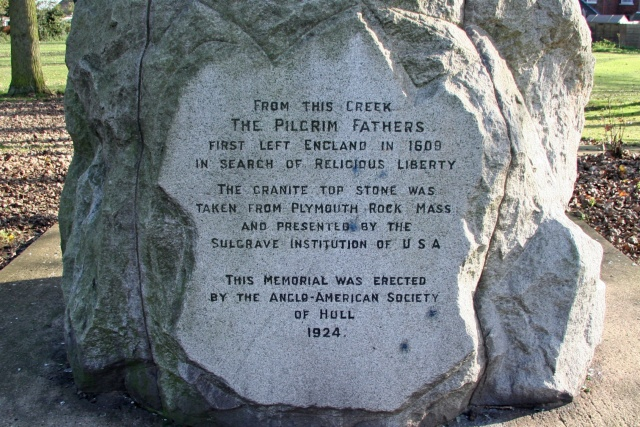
Gedenksteen op de plek waar de Pilgrim Fathers in 1608 naar Nederland vertrokken
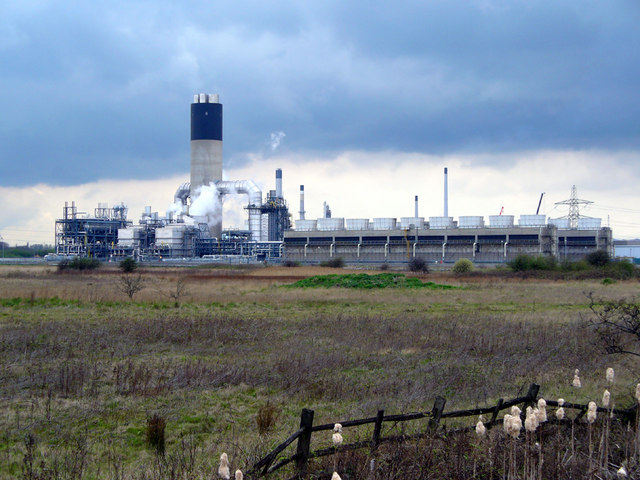
De energiecentrale van Immingham is de grootste WKK-centrale van Europa
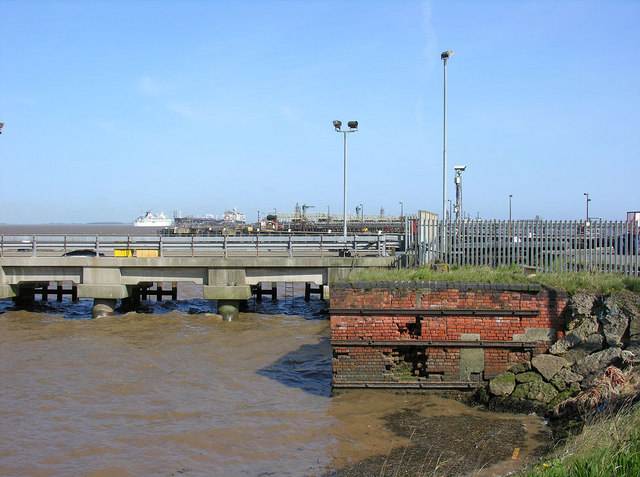
Sluizen in de haven van Immingham